# Falcon Basketball Klub
Falcon Basketball Klub (meist nur Falcon genannt) ist ein Basketballverein aus Frederiksberg in Dänemark. Heimspielstätte ist die Bülowsvejhalle.

## Geschichte
Gegründet wurde der Verein am 30. Oktober 1958 von Schülern und einem Lehrer des Falkonergårdens Gymnasiums. Der Verein erhielt den Namen Falkonisten, der in Medienveröffentlichungen oft zu Falkon verkürzt wurde. 1962 stieg die Herrenmannschaft des Vereins in die höchste Spielklasse Dänemarks auf. Im selben Jahr wurde der Vereinsname in Falcon geändert, gewählt wurde dabei die englische statt der dänischen Schreibweise. Der Vereinsname drückt einerseits das Hervorgehen aus dem Falkonergårdens Gymnasium aus, andererseits wird er als Verbindung zur Frederiksberg Kommune verstanden, auf deren Wappen drei Falken zu sehen sind. Mit Stand 2017 hatte der Verein mehr als 1000 Mitglieder und war damit der größte Basketballverein Dänemarks.
In der Saison 1991/92 nahmen die Falcon-Damen am Europapokal der Landesmeister teil und trafen dort auf den deutschen Titelträger DJK Agon 08 Düsseldorf. Falcon verlor Hin- und Rückspiel gegen Düsseldorf mit 69:102 und 69:100. In der Saison 1973/74 trat die Herrenmannschaft als dänischer Pokalfinalist der Vorsaison im Europapokal der Pokalsieger an. Gegner in der ersten Runde war der deutsche MTV Gießen. Falcon unterlag im Hinspiel in Gießen mit 51:112, auch das in eigener Halle ausgetragene Rückspiel wurde deutlich verloren (45:89).
Von 1980 bis 1982 bildete Falcons Herrenmannschaft eine Spielgemeinschaft mit dem Verein Stevnsgade Basketball, 1982/83 und 1983/84 dann mit dem Verein BMS. Die Falcon-Damen traten bis 1976 in einer Spielgemeinschaft mit Skovbakken an, in der Saison 1976/77 mit Virum und in der Saison 1977/78 mit dem SISU BK. Im Spieljahr 1979/80 bestand bei den Damen eine Zusammenarbeit mit dem Verein USG.
2014 gründete Falcon gemeinsam mit den Vereinen BMS und Glostrup IC die Mannschaft Copenhagen Wolfpack, die im Spieljahr 2014/15 in der höchsten dänischen Spielklasse der Männer, Basketligaen, antrat. Für die Teilnahmeberechtigung sorgte Falcon, dessen Herrenmannschaft bis 2014 Basketligaen-Mitglied war. Im Anschluss an die Saison 2014/15 zog sich Falcon aus dem Gemeinschaftsprojekt Copenhagen Wolfpack zurück. Da damit auch die Teilnahmeberechtigung an der Basketliga erlosch, musste die Mannschaft in die zweite Liga absteigen. Im Damenbereich vereinbarte Falcon im Jahr 2021 eine Zusammenarbeit mit dem Ajax København Sportsgymnasium und ging fortan als AKS Falcon in der höchsten Liga des Landes, Kvindebasketligaen, ins Rennen. Im ersten Spieljahr der Zusammenarbeit, der Saison 2021/22, wurde man unter der Leitung von Trainer Jesper Krone dänischer Meister und Pokalsieger. In den folgenden Jahren holten die Falcon-Frauen weitere Titel.

### Erfolge
- Dänischer Meister (Damen) 1973, 1991, 1999, 2000,[5] 2022,[9] 2023, 2024,[12] 2025[11]
- Zweiter Platz dänische Meisterschaft (Damen) 1974, 1975, 1979, 1981, 2013[5]
- Dänischer Pokalsieger (Damen) 1981, 1994, 1999,[13] 2022,[10] 2024, 2025[14]
- Dänischer Meister (Herren) 1974, 1975, 1977, 1978[4]
- Zweiter Platz dänische Meisterschaft (Herren) 1968, 1969, 1970, 1972, 1973, 1976, 1979, 1980[4]
- Dänischer Pokalsieger (Herren) 1975, 1978, 1979[13]
- 5 Dänische Jugendmeistertitel[15]
- 6 Turniersiege bei Lundaspelen[16]

## Bekannte ehemalige Spielerinnen
- Trine Tims

## Bekannte ehemalige Spieler
- Birger Fiala
- Ernst Jensen
- Gabriel Lundberg
- Thomas Lærke
- Michael Niebling
- Silas Oriane